# Columbus Café & Co
Columbus Café & Co est une chaîne française de cafés, fondée en 1994.

## Histoire
L'enseigne fondée par Philippe Bloch et Ralph Hababou s'inspire des modèles américains. Elle est créée, puis s'est développée en France jusqu'en 2004, date d'implantation de Starbucks en France. L'année suivante, les deux fondateurs sont démis de leurs fonctions. 
Nicolas Riché est PDG depuis 2007. L'entreprise appartient au deux tiers au fonds d'investissement Mokaline, mais, vieillissante et dépassée par la concurrence de Starbucks ou McCafé, elle n'est plus rentable. La grande majorité des points de vente sont fermés. Il faut attendre 2010 pour que la marque redevienne profitable. Elle reprend son expansion depuis 2011 par une vingtaine d'ouvertures annuelles. Le chiffre d'affaires en 2012 de la franchise était de 18,4 millions d'euros. 
En septembre 2014 Philippe Bloch et Ralph Hababou abandonnent la présidence à la demande des actionnaires, pour manque de résultats.
Début 2016, les premières capsules Columbus Café sont disponibles dans les grandes surfaces et en point de vente Columbus Café,.

## Lieux
Les cafés Columbus sont essentiellement installés dans les centres-villes, centres commerciaux, ou encore les gares, les aéroports, les aires d'autoroutes. L'enseigne compte plusieurs points de vente en France, principalement exploités par des franchisés[réf. nécessaire]. 
Au milieu des années 2010, le développement est marqué par des partenariats avec Leroy Merlin, Gémo, Castorama ou encore Fnac[réf. nécessaire]. Au début des années 2020, il existe 260 lieux après des dizaines d'ouvertures ces dernières années.  
Hors métropole, l'enseigne Columbus Café & Co est présente à l'étranger : au Canada ou à Dubaï par exemple.
En juillet 2023, une nouvelle succursale de Columbus Café & Co ouvre ses portes à Joliette.
L'entreprise a un partenariat avec les librairies Indigo, ce qui mène à l'ouverture de diverses succursales adjointe à la librairie au Canada.

## Produits
L'enseigne commercialise des boissons chaudes et froides à base de café, chocolat, thé ou fruit. Le produit phare de Columbus Café & Co est le muffin cuisiné dans chaque Columbus à partir d'une préparation pour gâteau faite de manière industrielle, avec une vingtaine de parfums. Depuis 2011, l'entreprise commercialise également des produits salés. 